# Diego Dorta
Diego Martín Dorta Montes (Montevideo, 31 dicembre 1971) è un ex calciatore uruguaiano, di ruolo centrocampista. Ha vinto la Copa América 1995 con la nazionale di calcio uruguaiana.

## Carriera

### Club
Debutta nel 1988 con il Central Espanol, con il quale gioca fino al 1991. Arrivato al Penarol nel 1992, vi vince tre titoli consecutivi. Dopo la vittoriosa Coppa America, si trasferisce agli argentini dell'Independiente di Avellaneda; nel 1997 torna in Uruguay, nuovamente al Penarol.

### Nazionale
Ha giocato 23 partite con la nazionale di calcio dell'Uruguay, vincendo la Copa América 1995.

## Palmarès

### Club

#### Competizioni nazionali
- Campionato uruguaiano: 3

Peñarol: 1993, 1994, 1995

#### Competizioni internazionali
- Supercoppa Sudamericana: 1

Independiente: 1995

### Nazionale
- Coppa America: 1

Uruguay 1995